# Aleksander Lesun
Aleksandr Leonidovich Lesun (em russo:  Александр Леонидович Лесун; Borisov, 1 de julho de 1988) é um pentatleta russo, nascido na Bielorrússia, campeão olímpico e mundial. 

## Carreira
Lesun representou seu país nos Jogos Olímpicos de Verão de 2012 e 2016, na qual conquistou a medalha de ouro nessa última, na prova individual.